# الشرجة (عمد)

تعديل مصدري - تعديل

الشرجة هي إحدى قرى  بمديرية عمد التابعة لمحافظة حضرموت، بلغ تعداد سكانها 157 نسمة حسب تعداد اليمن لعام 2004.